# Hrabstwo O’Brien

Piramida wieku hrabstwa

Hrabstwo O’Brien – hrabstwo położone w USA w stanie Iowa z siedzibą w mieście Primghar.

## Miasta i miejscowości
| - Archer - Calumet | - Hartley - Paullina | - Primghar - Sanborn | - Sheldon - Sutherland |

## Drogi główne
| - U.S. Highway 18 - U.S. Highway 59 - Iowa Highway 10 - Iowa State Highway 60 | - Iowa Highway 144 |

## Sąsiednie hrabstwa
- Hrabstwo Osceola
- Hrabstwo Clay
- Hrabstwo Cherokee
- Hrabstwo Sioux